# Bugaboo Spire
Bugaboo Spire är ett berg i Kanada.   Det ligger i provinsen British Columbia, i den södra delen av landet, 3 100 km väster om huvudstaden Ottawa. Toppen på Bugaboo Spire är 3 185 meter över havet, eller 414 meter över den omgivande terrängen. Bredden vid basen är 0,94 km.
Terrängen runt Bugaboo Spire är huvudsakligen bergig, men den allra närmaste omgivningen är kuperad.Trakten runt Bugaboo Spire är nära nog obefolkad, med mindre än två invånare per kvadratkilometer.. Det finns inga samhällen i närheten. 
Trakten runt Bugaboo Spire består i huvudsak av gräsmarker.